# Povodí Visly
Povodí Visly je povodí řeky 1. řádu ve střední Evropě, součástí úmoří Baltského moře. Tvoří je oblast, ze které do řeky Visly přitéká voda buď přímo nebo prostřednictvím jejích přítoků. Jeho hranici tvoří rozvodí se sousedními povodími. Na západě je to povodí Odry (z toho převážně povodí Warty), na jihu povodí Váhu a povodí Tisy (součásti povodí Dunaje), na jihovýchodě povodí Dněstru, na východě povodí Pripjatě (součást povodí Dněpru) a na severovýchodě povodí Němenu. Na severu a severozápadě pak s povodím Visly sousedí povodí menších přítoků Baltského moře. Nejvyšším bodem povodí je s nadmořskou výškou 2 654,6 m Gerlachovský štít ve Vysokých Tatrách.
Naprostá většina povodí Visly se nachází v Polsku, stejně jako celý tok Visly. Okrajově zasahuje také na Slovensko (povodí Popradu), Ukrajinu (povodí Sanu a Bugu) a do Běloruska (povodí Narevu). S územím Česka hraničí hřebenem Slezských Beskyd. Území je převážně rovinaté nebo mírně zvlněné, většina se nachází ve Středoevropské nížině. Pouze na jižním okraji v Karpatech stoupá do vyšších poloh, na jihozápadě až do velehor. Hranice povodí na jihu a východě je součástí hlavního evropského rozvodí mezi úmořím Baltského a Černého moře.
Vzhledem k plochému reliéfu je rozvodnice ohraničující povodí Visly na řadě míst neznatelná, někdy vede rašeliništi, jejichž vody odtékají do různých moří (např. severně od Pružan se takto roztéká Narev a Jaselda (přítok Pripjatě). Jižně od městečka Rudky počíná tok řeky Vyšně (přítok Sanu) na rovině pár kilometrů od toku Dněstru, se kterým je propojena potokem Lučnyj.
Povodí je dále uměle propojeno s povodím Odry (skrze vodní cestu Brda – Bydhošťský kanál – Noteč) a s povodím Dněpru (Dněpersko-bugský kanál mezi Muchavcem a Pinou).